# Раздорово
Раздорово (рос. Раздорово) — село в Смоленському районі Смоленської області Росії. Входить до складу Пригірського сільського поселення. Населення станом на 2010 рік становить 25 осіб.
Розташоване в західній частині області за 8 км на південний схід від Смоленська, за 4 км на схід від автодороги А141 Орел —  Вітебськ. У 2,5 км на північний схід від села розташована залізнична станція Тичинине на лінії Смоленськ — Рославль.

## Історія
У роки німецько-радянської війни село було окуповане німецькими військами з липня 1941 до вересня 1943 року.

### Російсько-українська війна
24 квітня 2024 року українські БпЛА уразили НПЗ що розташований на околиці. 